# پنجشنبه (فیلم)
پنجشنبه (انگلیسی: Thursday) فیلمی در ژانر نئو نوآر به کارگردانی اسکیپ وودز است که در سال ۱۹۹۸ منتشر شد.

## بازیگران
- توماس جین
- آرون اکهارت
- پائولینا پوریژکوا
- جیمز لوگرو
- پائولا مارشال
- مایکل جیتر
- میکی رورک
- گلن پلامر
- گری دوردان
- مارجین هلدن